# Интеграционное тестирование
Интеграцио́нное тести́рование (англ. Integration testing, иногда называется англ. Integration and Testing, аббревиатура англ. I&T) — одна из фаз тестирования программного обеспечения, при которой отдельные программные модули объединяются и тестируются в группе. Обычно интеграционное тестирование проводится после модульного тестирования и предшествует системному тестированию.
Интеграционное тестирование в качестве входных данных использует модули, над которыми было проведено модульное тестирование, группирует их в более крупные множества, выполняет тесты, определённые в плане тестирования для этих множеств, и представляет их в качестве выходных данных и входных для последующего системного тестирования.
Целью интеграционного тестирования является проверка соответствия проектируемых единиц функциональным, приёмным и требованиям надежности. Тестирование этих проектируемых единиц — объединения, множества или группы модулей — выполняется через их интерфейс, с использованием тестирования «чёрного ящика».

## Системы непрерывной интеграции
Для автоматизации интеграционного тестирования применяются системы непрерывной интеграции (англ. Continuous Integration System, CIS).
Принцип действия таких систем состоит в следующем:
1. CIS производит мониторинг системы контроля версий;
2. При изменении исходных кодов в репозитории производится обновление локального хранилища;
3. Выполняются необходимые проверки и модульные тесты;
4. Исходные коды компилируются в готовые выполняемые модули;
5. Выполняются тесты интеграционного уровня;
6. Генерируется отчет о тестировании.

Таким образом, автоматические интеграционные тесты выполняются сразу же после внесения изменений, что позволяет обнаруживать и устранять ошибки в короткие сроки.

## Существующие системы непрерывной интеграции
См. Сравнение систем непрерывной интеграции (англ. Comparison of continuous integration software)